# Jean Monge
Pour les articles homonymes, voir Monge.
Jean Monge, né le 14 juin 1916 à Poitiers et mort le 17 février 1991 à Paris 16e, est un architecte français. Il s'est illustré dans ses constructions à Poitiers, notamment la bibliothèque universitaire de lettres et de droit pour laquelle il a obtenu une équerre d'argent.

## Biographie
Jean Monge est né à Poitiers le 14 juin 1916 d'un père menuisier,. Il est formé par André Ursault. Il étudie à l'école spéciale des travaux publics et complète sa formation dans l'atelier Arretche-Gromort,. En 1947, il devient architecte et en même temps professeur à cette même École spéciale des travaux publics, une fonction qu'il occupe jusqu'en 1957,. Il participe alors à la reconstruction de Saint-Malo sous la direction de Louis Arretche, son ancien professeur. Il devient également le nouveau chef d'atelier à l'école régionale d'architecture de Rennes. On compte alors 22 élèves sous l’appellation « élèves de Jean Monge » dans cette école bretonne, parmi lesquels l'architecte Jean Le Berre.
Puis il part en Afrique pour une mission ethnographie en compagnie de Jean Rouch pendant laquelle il étudie l'architecture vernaculaire.
En 1959, il est nommé architecte en chef du musée de la Marine, du ministère des Affaires étrangères et du musée Gustave-Moreau.
En 1973, il obtient l'équerre d'argent pour la bibliothèque universitaire de lettres et de droit de l'université de Poitiers.

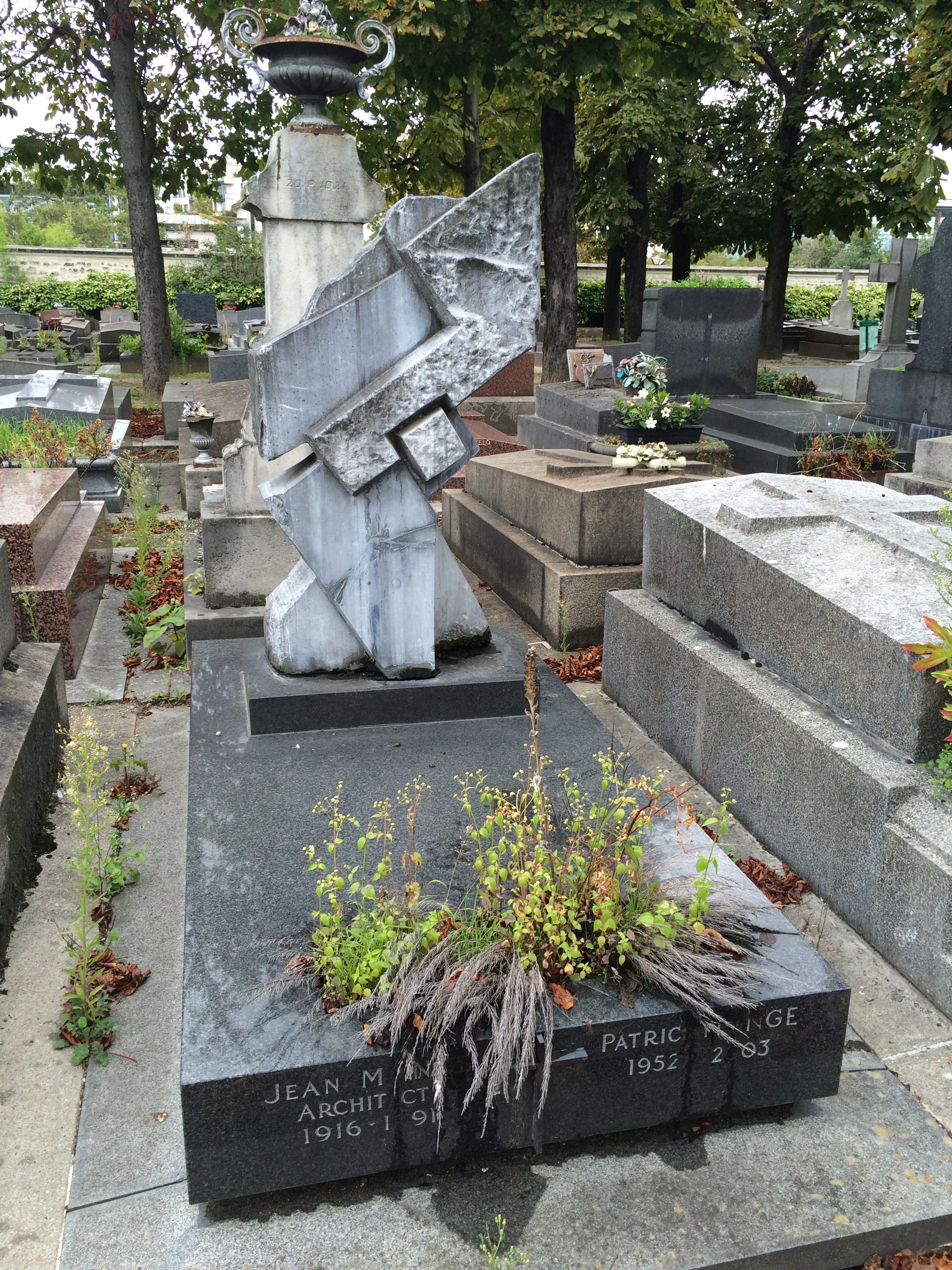
Tombe de Jean Monge au cimetière de Grenelle (division 2).

Ses créations se concentrent surtout à Poitiers où il a réalisé les bâtiments du musée Sainte-Croix, de l'Union immobilière des organismes de la Sécurité sociale, de la Fédération française du bâtiment et de l'Espace Mendès-France.
Il meurt dans le 16e arrondissement de Paris le 17 février 1991 et est enterré au cimetière de Grenelle (division 2), dans le 15e arrondissement de Paris.